# 병영 (스타크래프트)
병영'(영어:Barracks)은 스타크래프트 종족인 테란의 건물이다. 테란의 기본 건물 중에 하나이다.

## 특징
병영은 스타크래프트와 스타크래프트 리마스터에선 Barrack란 영단어를 그대로 한글로 음역한 배럭스라고 불리며 스타크래프트 2에서는 한국어로 번역한 병영이라고 불린다. 테란의 생산 건물 중에 하나로 바이오닉 테란의 체제로 갈 때엔 주요 생산 건물의 역할을 한다. 배럭스에서 생산되는 테란 유닛은 바이오닉 유닛인 마린, 파이어뱃, 고스트, 메딕이 있다. 배럭스를 짓는데 필요한 건물은 커맨드 센터이다. 배럭스는 테란의 건물 중에서 띄울 수 있는 건물 중에 하나로 바이오닉 테란이 아닌 메카닉 테란의 체제로 갈 경우에는 건물을 띄워서 정찰하는 역할을 수행하기도 한다. 이외에 병영은 보급고와 더불어 테란의 입구 막기에도 활용되는 건물 중에 하나이다. 건물의 능력치는 체력:1000, 기본 방어력:1의 능력치를 가지고 있다. 병영을 짓는데 필요한 자원과 시간은 미네랄:150원, 건설 시간 80초이다. 스타크래프트 2에서는 병영의 체력은 1000으로 그대로지만 기본 방어력이 3으로 올랐으며 건설 시간도 45초로 전작보다 더 짧아졌다. 스타크래프트 2에서 병영이 생산하는 유닛은 해병, 사신, 불곰, 유령이며 싱글과 협동전에선 의무관과 화염방사병을 생산하기도 하고 루트에 따라 유령의 다른 유형의 유닛이 되는 악령에다 바이오닉 테란의 최종 테크 유닛인 HERC를 생산하기도 한다. 또한 스타크래프트 2의 병영에는 전작과 달리 부속 건물을 애드온할 수 있는데 병영에 애드온 가능한 건물로는 반응로와 기술실이 있다.

## 같이 보기
- 스타크래프트
- 테란